# Tafelaufsatz

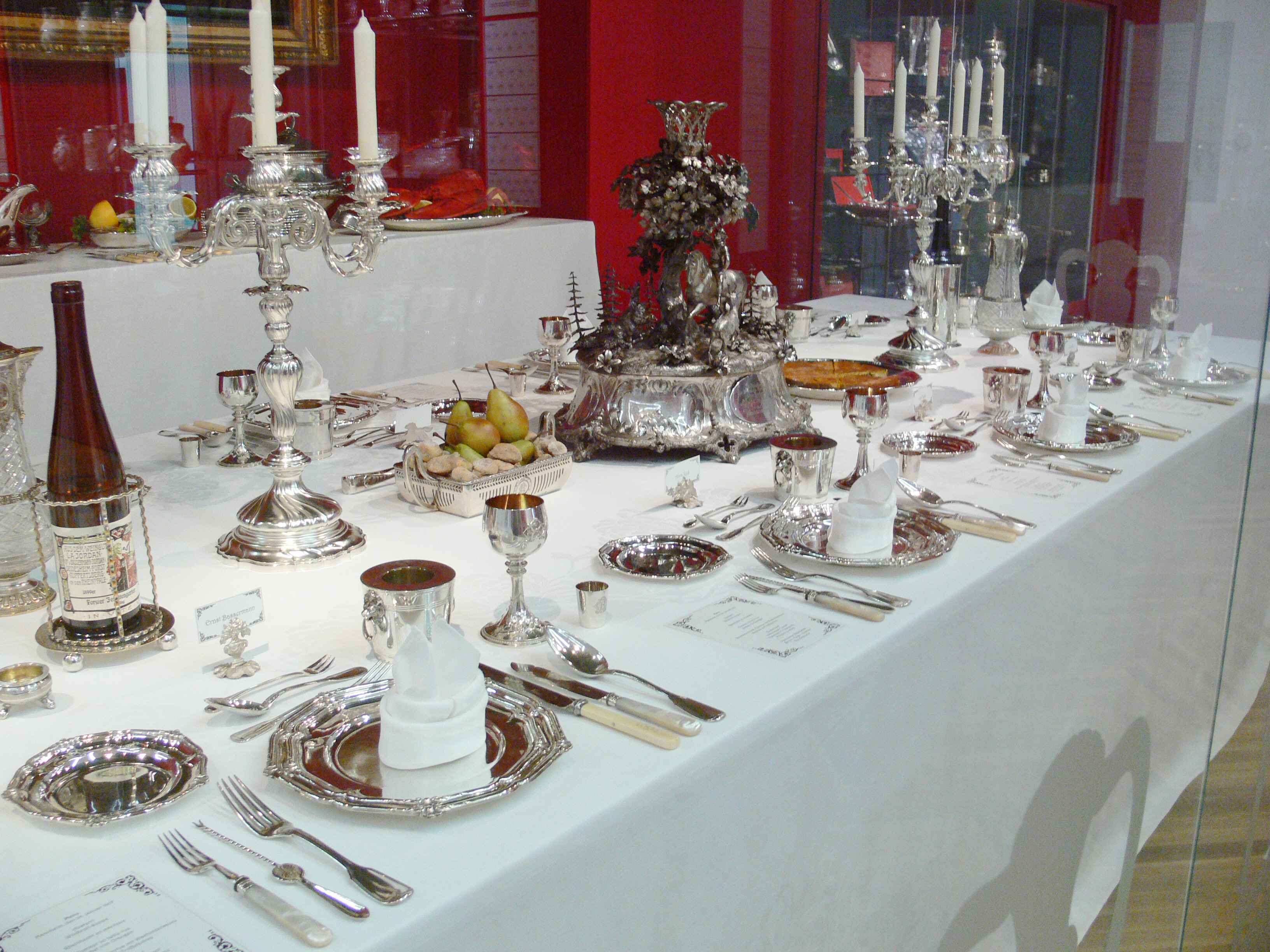
In der Mitte ist ein Beispiel für einen Tafelaufsatz

Unter einem Tafelaufsatz versteht man einen Teil des Prunkgeschirrs, der in der Regel eine rein dekorative Funktion hat.
Tafelaufsätze entwickelten sich ab der frühen Neuzeit. Der Tafelaufsatz „ist eine französische Erfindung der 1690er Jahre, die sehr bald auch an anderen Orten nachgemacht worden ist.“ Diese sehr aufwändigen Arbeiten, die auch aus einem Ensemble von Gegenständen bestehen können, wurden in der Regel aus Silber gefertigt, waren häufig teilvergoldet oder mit Emaillearbeiten verziert. Dabei wurden auch gerne seltene und als exotisch empfundene Materialien wie Elfenbein, Nautilusgehäuse, Seychellennüsse oder Natternzungen (das sind versteinerte Haifischzähne) verarbeitet. Die sogenannten Natternkredenzen sollten neben der dekorativen Funktion auch anzeigen, ob die in ihrer Nähe stehenden Speisen Gift enthielten, da sie nach dem Volksglauben in der Nähe von Giftstoffen anfingen zu schwitzen.
Beliebte Motive waren dabei Brunnen, Festungen, phantastische oder tropische Tiere und Schiffe. Die Schiffe werden auch unter dem Begriff Trinkschiffe geführt. Im 18. und 19. Jahrhundert kamen Materialien wie Bronze und Porzellan hinzu. Im Historismus der Gründerzeit können Tafelaufsätze erheblichen Umfang erreichen und als denkmalhaft aufragende Aufbauten gestaltet sein. Als Teil des Prunkgeschirrs hatten und haben sie häufig repräsentativen Charakter und wurden nicht selten anlassbezogen erstellt oder verwendet. Ein Beispiel hierfür wäre die Tafelzier bei der von der Stiftung Haus Seefahrt alljährlich veranstalteten Schaffermahlzeit in Bremen, bei der der Tafelschmuck aus Kleinplastiken – Segelboote unter vollen Segeln, Ruderboote auf hoher See – aus Silber besteht. Erst mit den Reformbewegungen in der angewandten Kunst um 1900 wurde der monumentale Tafelaufsatz durch die Jardinière abgelöst, jene länglich gestreckte oder ovale Blumenwanne, die Blumen und frisches Grün in die Tafeldekoration bringt und der Vorliebe jener Jahre für florale Motive besonders entsprach.
Einen der berühmtesten Tafelaufsätze schuf der Hofgoldschmied Johann Melchior Dinglinger zwischen 1701 und 1708 für August den Starken. Er stellt den „Hofstaat zu Delhi am Geburtstag des Großmoguls Aurang-Zeb“ dar, mit 137 Personen und zusätzlichen Tieren, verziert mit 5223 Diamanten, 189 Rubinen, 175 Smaragden, einem Saphir und 53 Perlen. Der König gab dafür 58.485 Reichstaler aus, was dem Jahressold von 1000 Beamten entsprach. Das Stück ist seit seiner Vollendung im Dresdner Grünen Gewölbe ausgestellt. 

## Weblinks

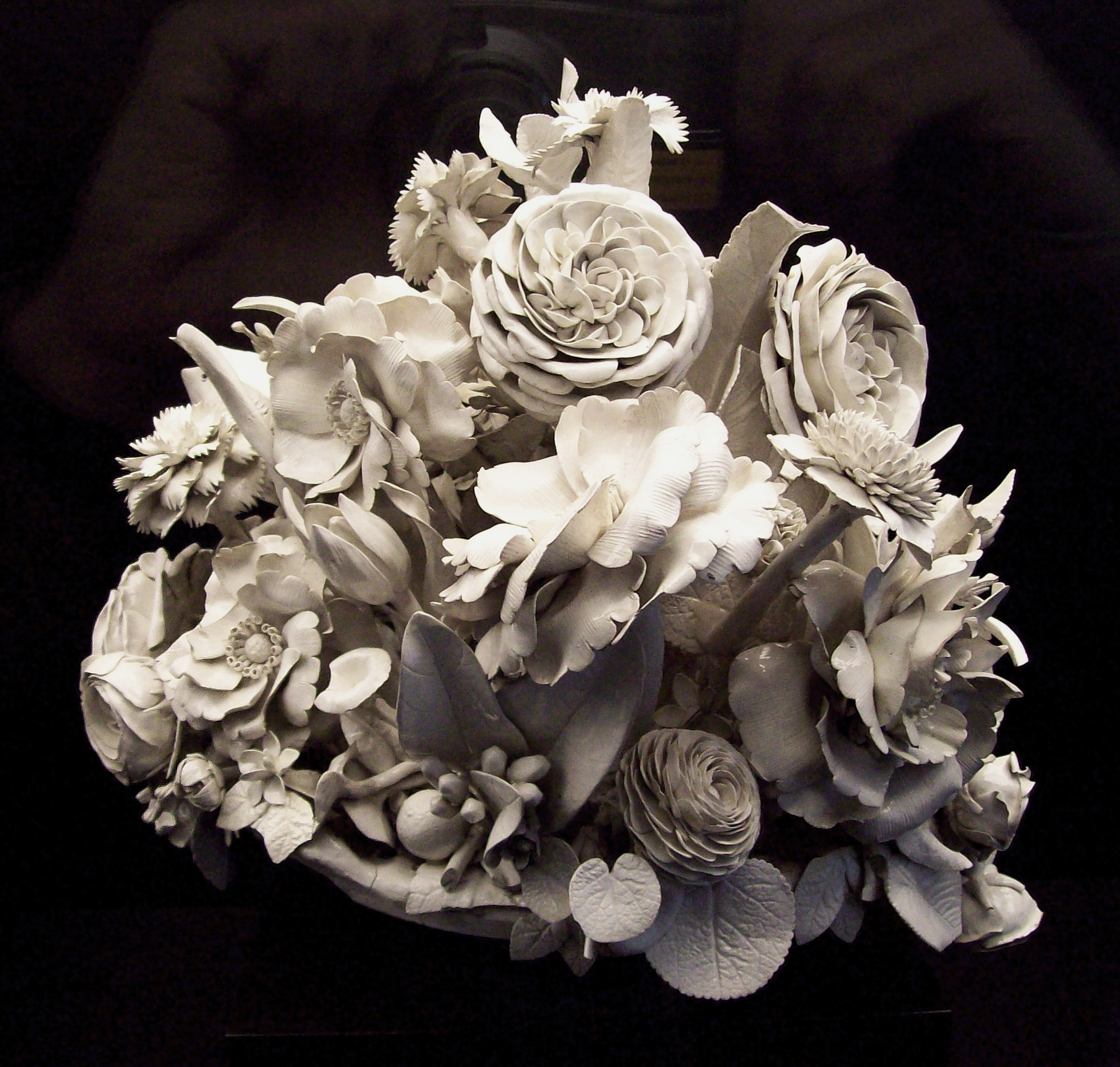
Spanischer Tafelaufsatz aus Porzellan, 18. Jh.
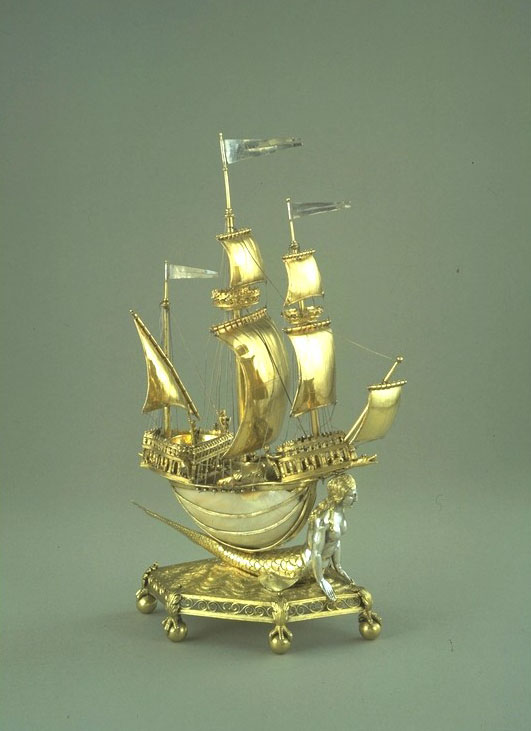
Französischer Tafelaufsatz aus dem 16. Jh.
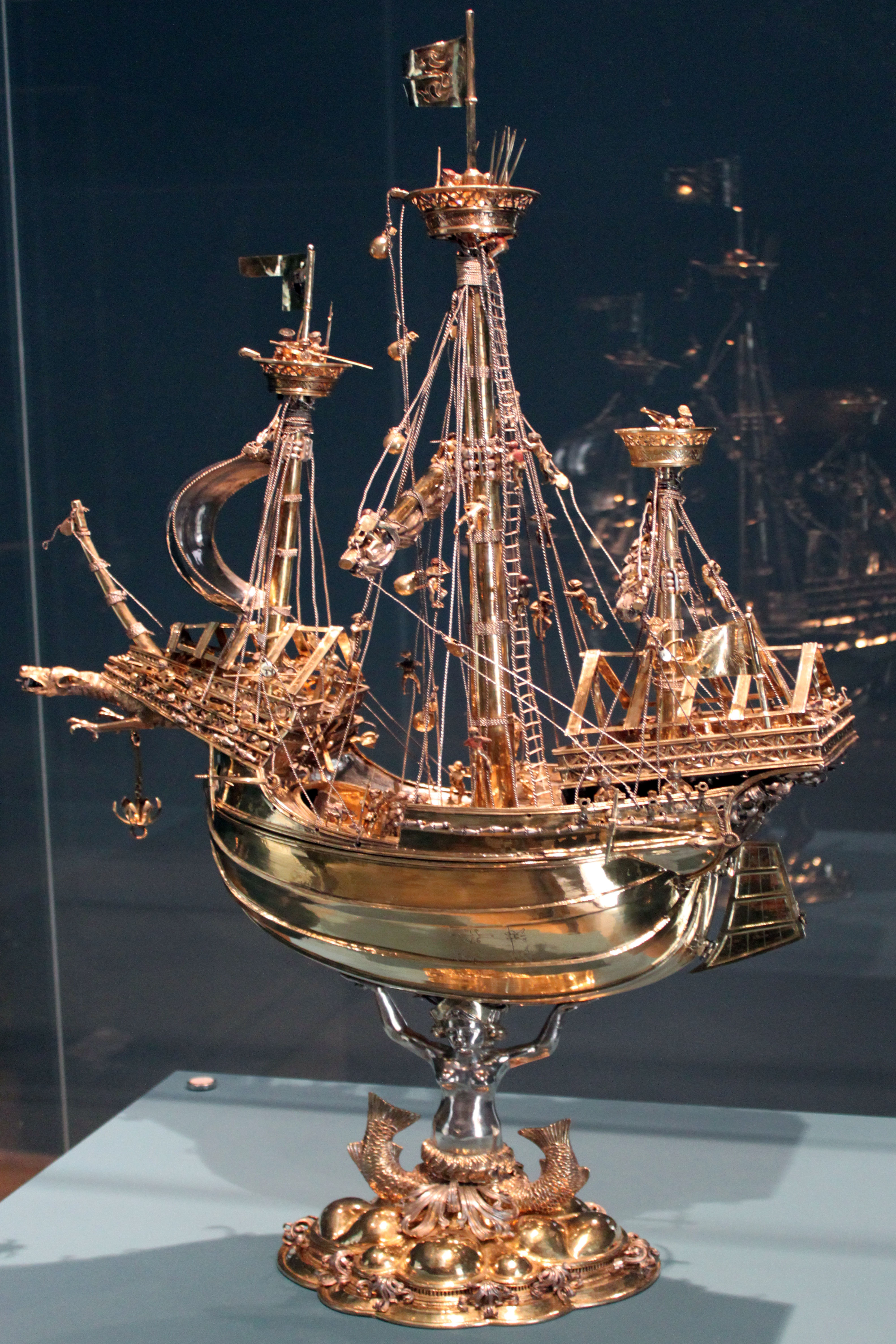
Schlüsselfelder Schiff, um 1500
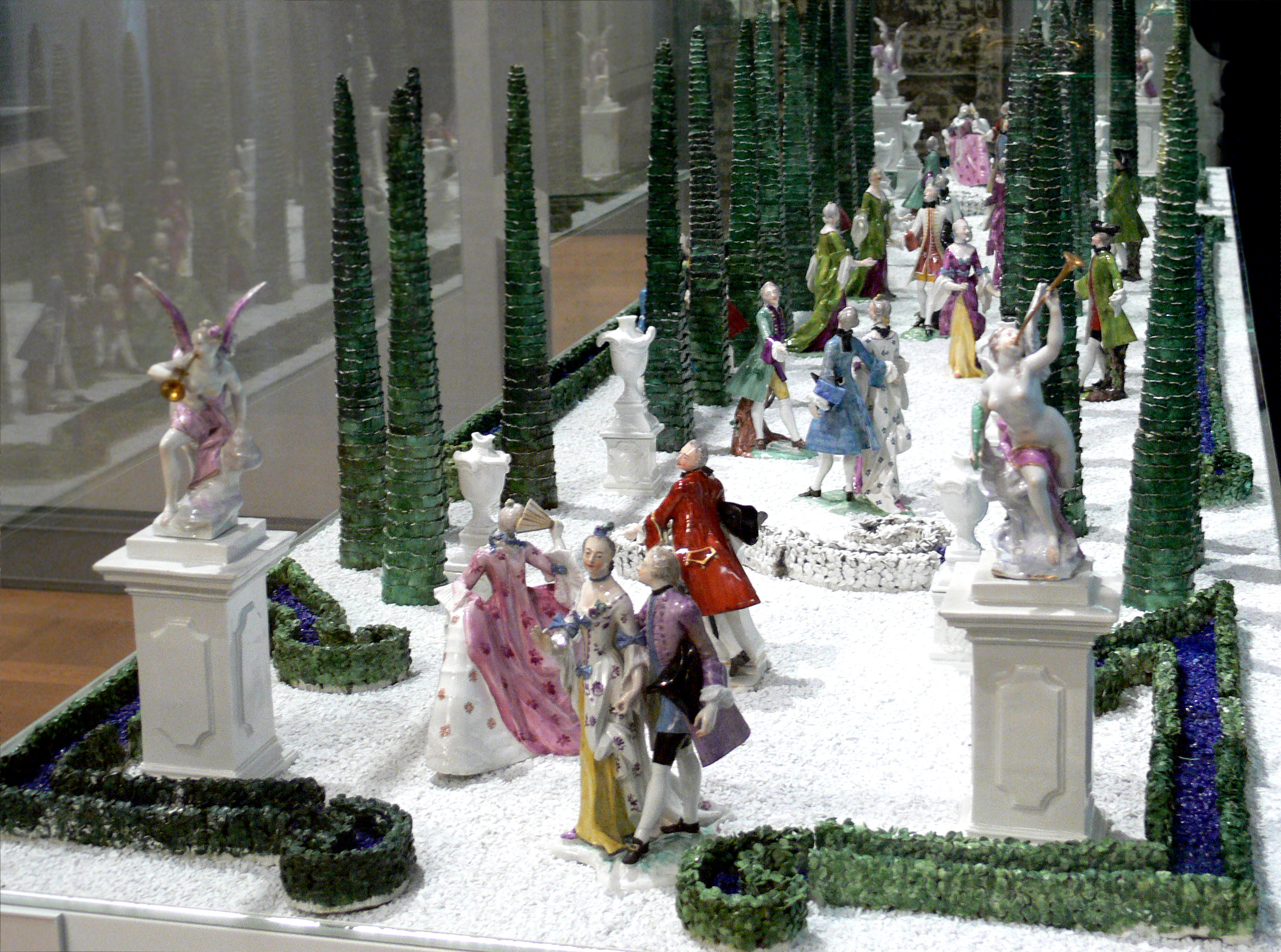
Tafelaufsatz in Form eines Gartens, Nymphenburger Porzellan, 18. Jh.
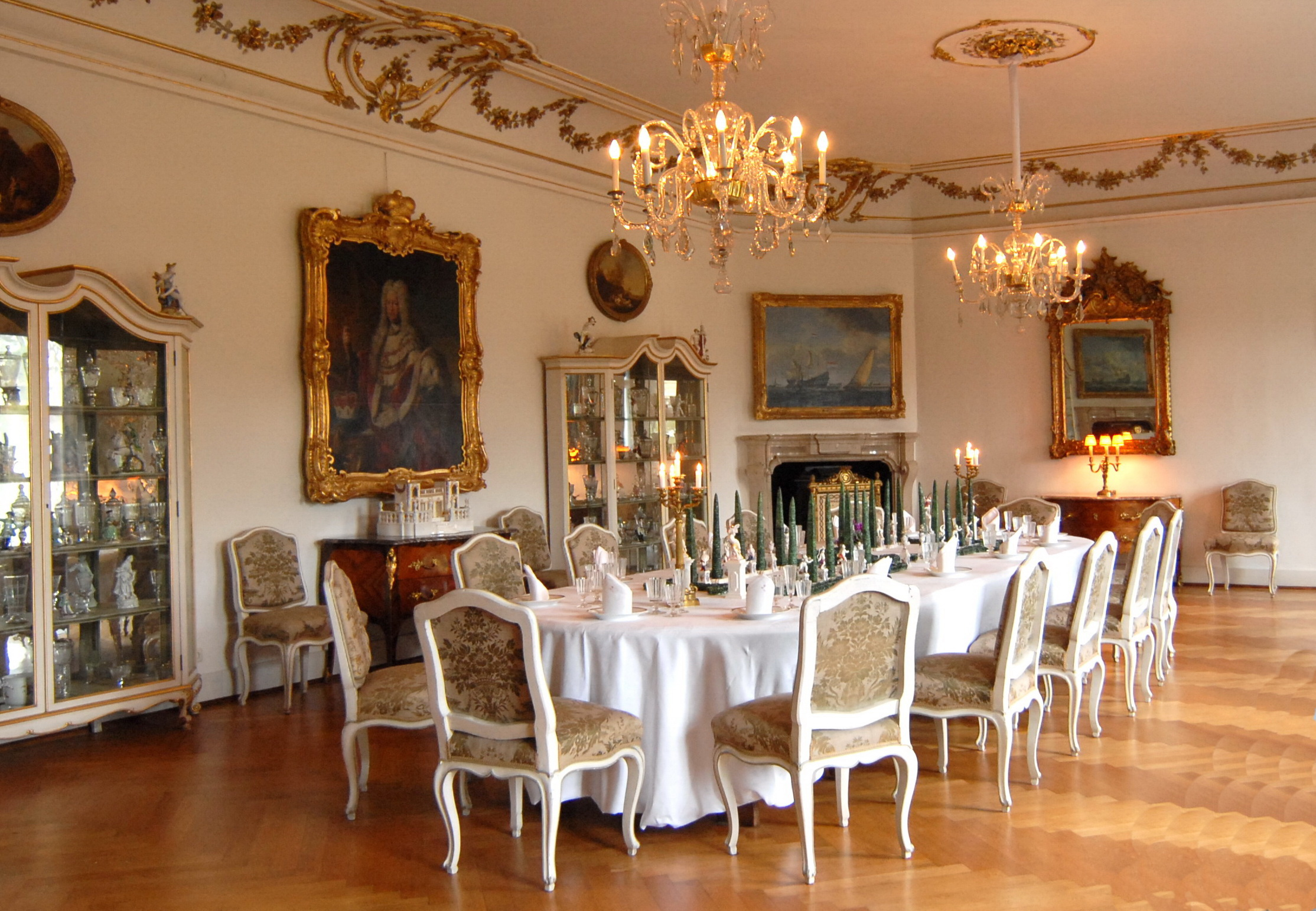
Tafel mit Tafelaufsatz aus Nymphenburger Porzellan
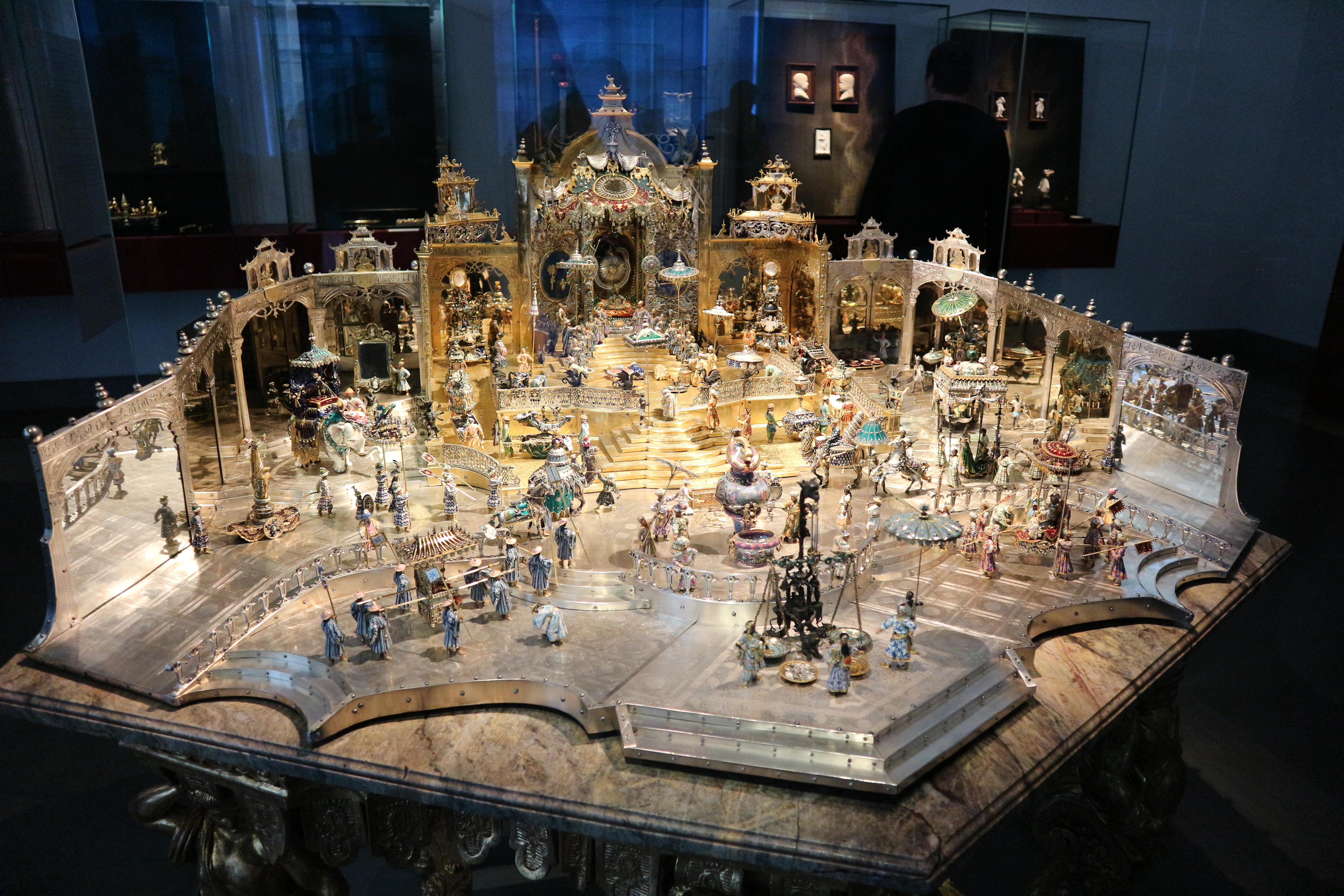
„Hofstaat zu Delhi am Geburtstag des Großmoguls Aurang-Zeb“ von Johann Melchior Dinglinger (1708)